# Jürgen Lässig
Jürgen Lässig, né le 25 février 1943 à Tuttlingen, et mort le 17 février 2022, est un pilote automobile allemand sur circuits ayant évolué à bord de voitures de sport type Grand Tourisme et Sport-prototypes (essentiellement en DRM et WSC).

## Biographie
Il dispute sa carrière de compétiteur automobile régulièrement durant un quart de siècle, entre 1973 et 1998 (dernière course lors des 1 000 kilomètres de Monza, à 55 ans).
Il participe seize fois aux 24 Heures du Mans entre 1981 et 1997 -deuxième Allemand par la présence, derrière Hans-Joachim Stuck avec 19 départs-, se classant sept fois parmi les dix premiers avec une deuxième place en 1987 (5e la saison précédente) associé au Français Pierre Yver et à Bernard de Dryver sur Porsche 962C du team Primagaz, Yver et Lässig sont aussi partenaires durant les cinq années ultérieures dans l'épreuve mancelle.

### Victoires notables
- 1 000 kilomètres de Monza en 1981, avec Edgar Dören et Gerhard Holup sur Porsche 935K;
- 24 Heures de Daytona en 1995, avec Christophe Bouchut, Giovanni Lavaggi et Marco Werner sur Porsche K8 Spyder (du Kremer Racing);
- 11 succès en VLN Langstreckenmeisterschaft Nürburgring.

(Nota Bene: également quatrième des 1 000 kilomètres du Nürburgring en 1983 et 1986, ainsi que des 1 000 kilomètres de Monza et de Silverstone en 1983, le tout sur Porsche 956)